# Epinikion
Epinikion (z gr. epiníkion – "dotyczący zwycięstwa") – w greckiej liryce chóralnej odmiana ody. Epinikiony stanowiły triumfalne pieśni wykonywane przez chóry ku czci zwycięskich bohaterów (głównie igrzysk sportowych lub bitew), śpiewane w czasie uczty lub uroczystości. Gatunek ukształtował się w VII w. p.n.e.; za jego twórcę uważa się Symonidesa z Keos. 
Utwory tego gatunku zawierały m.in. pochwały zwycięzców, elementy mityczne, przedstawienie bohatera i jego rodu, modły do bogów, omówienie zwycięstwa oraz prezentację i pochwałę autora. Występowały w nich liczne przerzutnie, elipsy oraz bogata metaforyka i wzniosły styl. 
Twórcami utworów tego typu byli m.in. Pindar, Symonides z Keos i Bakchylides.
Epinikion zaniknął w V w. p.n.e. (związane to było z rozwojem demokracji, pojawieniem się sportu zawodowego oraz, przede wszystkim, z ogólnym zanikiem greckiej liryki chóralnej). W literaturze rzymskiej wykształciło się natomiast zbliżony tematycznie epinicium.